# Kathedraal van onze heilige Maria van Zion

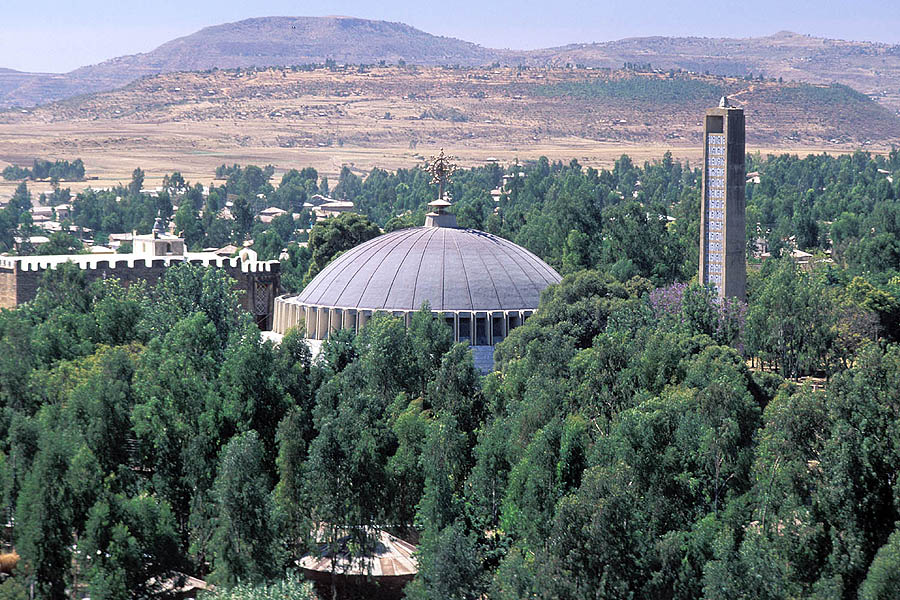
De koepel van de nieuwe kathedraal met links op de achtergrond de oude kathedraal.

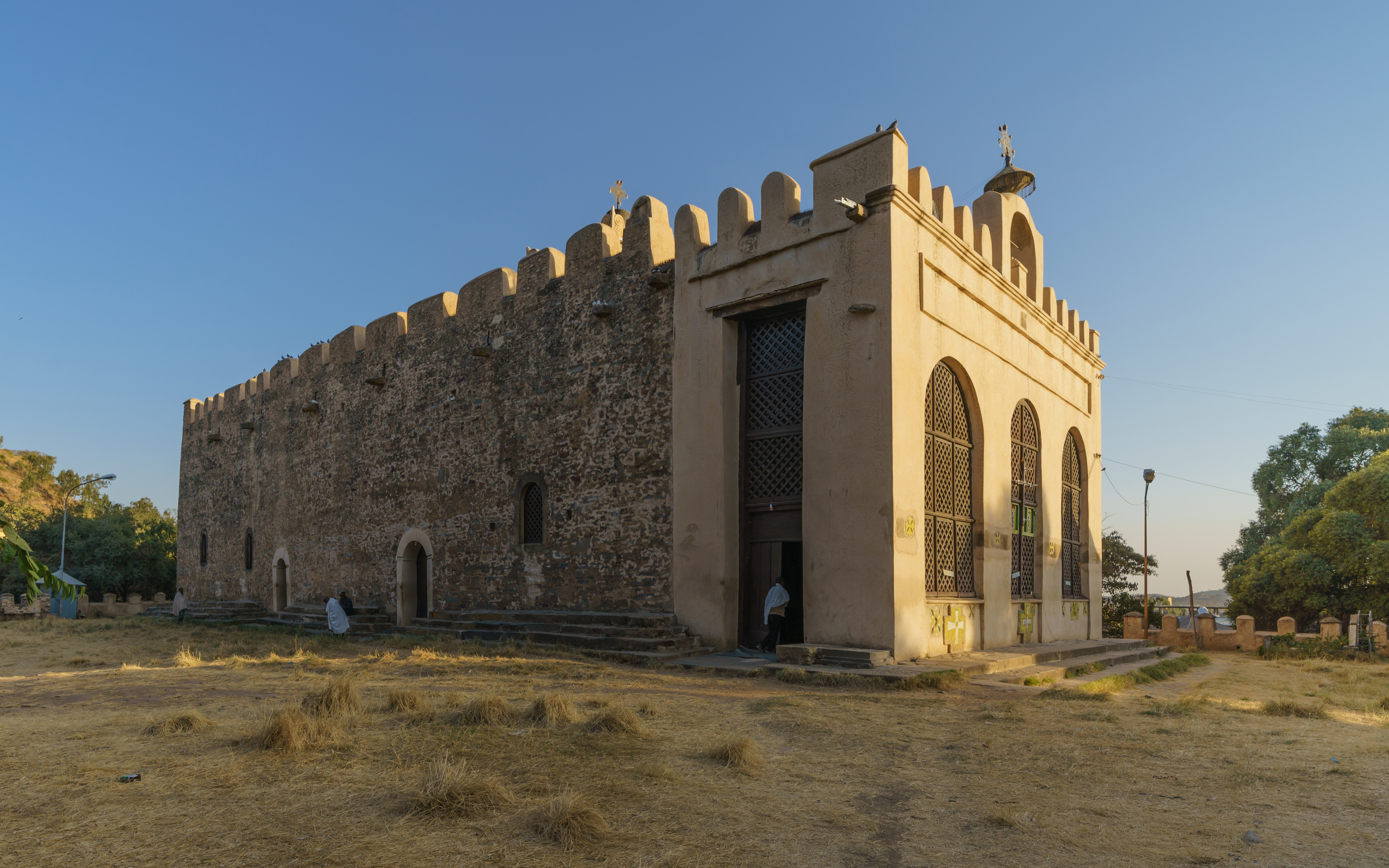
De oude kathedraal.

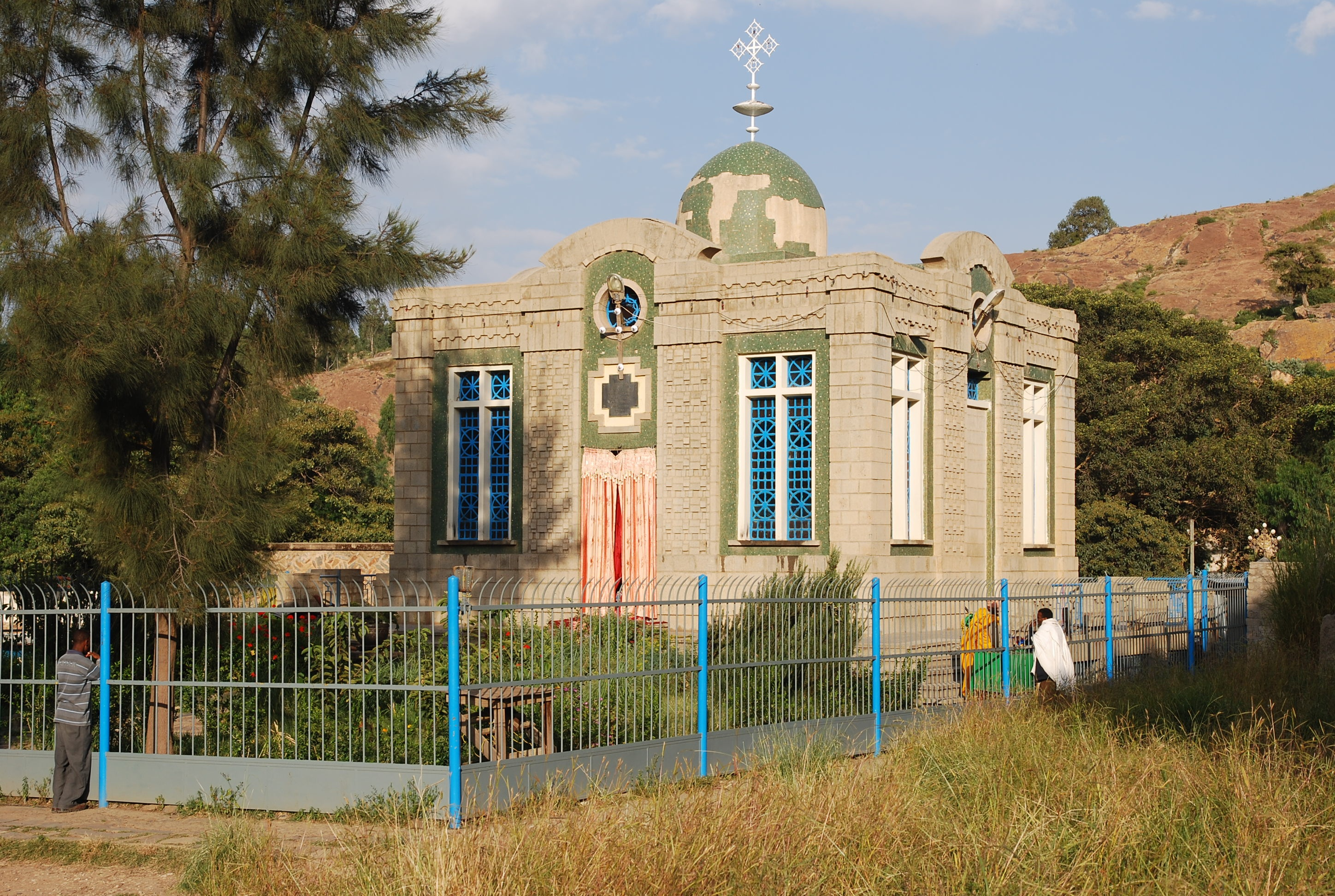
De kapel van de Ark van het Verbond.

De kathedraal van onze heilige Maria van Zion (Amhaars: አክሱም ጽዮን, Re-ese Adbarat Kidiste Kidusan Dingel Maryam Ts’iyon) is een Ethiopisch-orthodoxe kathedraal in de Ethiopische stad Aksum.
Op het terrein zijn drie gebouwen te vinden:
- De oude kathedraal. Deze is waarschijnlijk al in de 4e eeuw gebouwd in opdracht van koning Ezana. Deze is alleen toegankelijk voor mannen.
- De nieuwe kathedraal. Deze werd in de jaren vijftig gebouwd in opdracht van Haile Selassie en is toegankelijk voor beide geslachten.
- Tussen de oude en de nieuwe kathedraal staat een kapel waarvan beweerd wordt dat daar de Ark van het Verbond wordt bewaard. Deze kapel is alleen toegankelijk voor de hoofdpriester van de kathedraal[1].